# Laure Bally-Cuif
Laure Bally-Cuif, née en 1967, est une neuroscientifique et généticienne française. Elle étudie les bases génétiques, moléculaires et cellulaires du développement à l'Institut Pasteur.

## Biographie
Elle effectue ses études à l'École normale supérieure.
En 1994, elle soutient une thèse à l'université Pierre-et-Marie-Curie sous la direction de Marion Wassef, sur les mécanismes de mise en place de frontières organisatrices au sein du tube neural de l’embryon de mammifère et d’oiseau. Elle effectue ses recherches post-doctorales auprès de Robert Ho à l’université de Princeton. En 1996, elle est recrutée au CNRS. Après un second post-doctorat, elle crée en 2000 son équipe au centre de recherches Helmholtz-Gemeinschaft à Munich, et développe un programme pour étudier les mécanismes moléculaires et cellulaires du maintien des progéniteurs neuraux (cellules souches neurales) dans le cerveau embryonnaire et adulte du poisson zèbre. En 2009, elle réintègre le CNRS en tant que directrice de recherches à l'Institut de Neurobiologie Alfred Fessard (aujourd'hui Institut des Neurosciences Paris-Saclay). En janvier 2016, elle rejoint l'Institut Pasteur et où elle dirige ses recherches au département biologie du développement & cellules souches. Elle est nommée membre de l'Académie des sciences en décembre 2022.

## Distinctions
- 2006 : Prix Heinz-Maier-Leibnitz de la Fondation allemande pour la recherche[4]
- 2008 : Prix de la Fondation Schlumberger pour l'éducation et la recherche[5]
- 2017 : Médaille d'argent du CNRS[6]
- 2022 : Membre de l'Académie des sciences